# 펠릭스 고트발트
펠릭스 고트발트(독일어: Felix Gottwald, 1976년 1월 13일~)는 오스트리아의 전직 노르딕 복합 선수이다. 올림픽에 5회 참가하여 메달 7개(금메달 3개, 은메달 1개, 동메달 3개)를 획득했으며 에리크 프렌첼과 함께 올림픽 노르딕 복합 최다 메달리스트이다. 또한 세계 선수권 대회에서 금메달 4개, 은메달 2개, 동메달 6개를 획득했고 월드컵 종합 우승 1회를 달성했다.

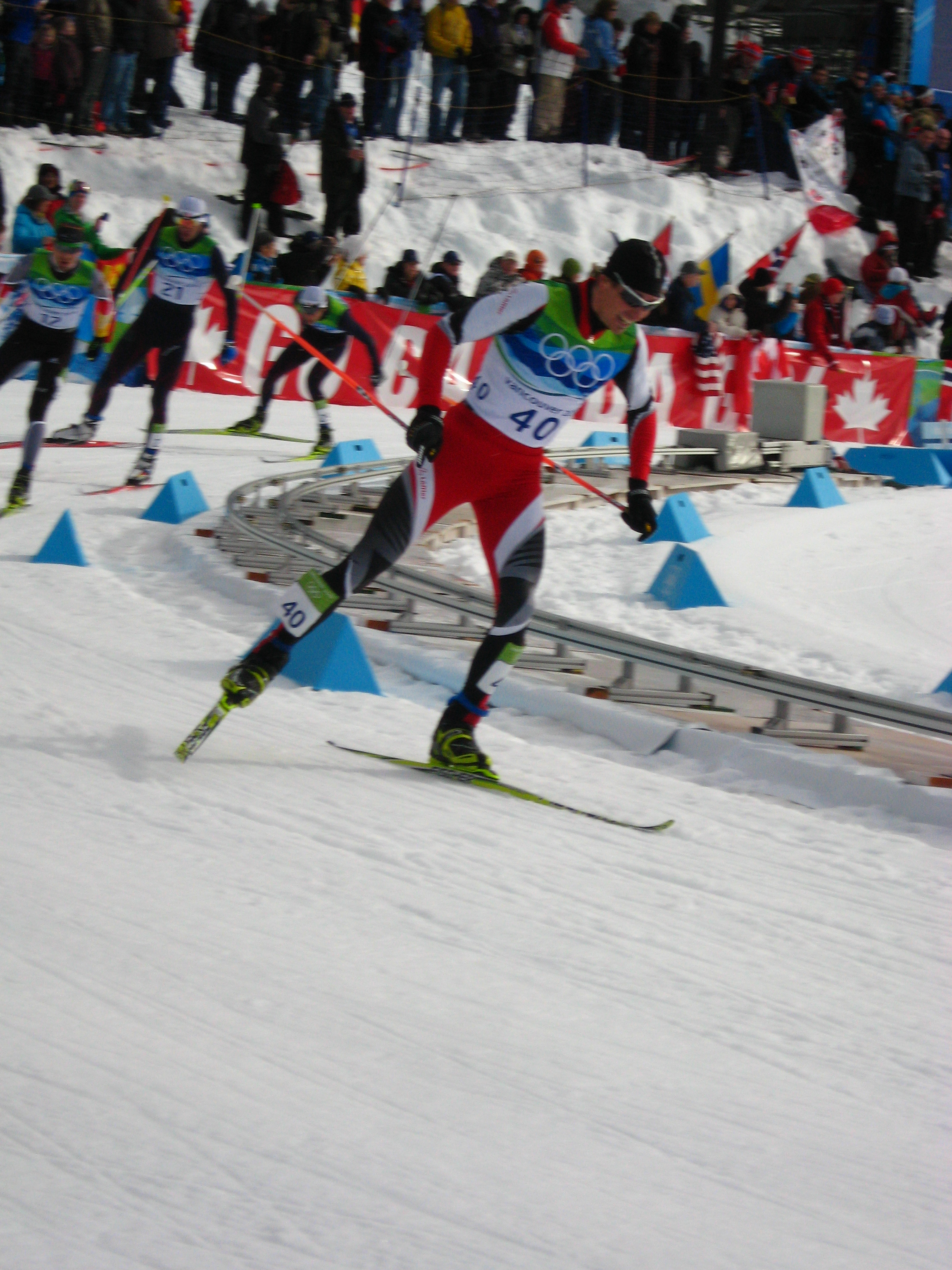
2010년 동계 올림픽 당시의 고트발트